# Inledande omgångar i Svenska cupen i fotboll 2017/2018
Inledande omgångar i Svenska cupen 2017/2018 inledes den 6 juni och som avslutas den 24 augusti 2017. 

## Inledande omgångar

### Omgång 1
I omgång 1 spelades det 32 matcher. Omgångens målrikaste match var matchen mellan Skara FC och Skövde AIK där det gjordes hela nio mål (0–9), vilken även var den största segermarginalen. Omgångens publikrikaste match var matchen mellan Sandvikens IF och IK Brage, en match som hade 2 029 åskådare på plats.
| Första omgången – 64 deltagande klubblag | Första omgången – 64 deltagande klubblag | Första omgången – 64 deltagande klubblag |
| ---------------------------------------- | ---------------------------------------- | ---------------------------------------- |
| Lag 1                                    | Resultat                                 | Lag 2                                    |
| Landvetter IS                            | 1–1 (e.f.) (6–5 str.)                    | Assyriska BK                             |
| Vasalunds IF                             | 4–3                                      | Västerås SK                              |
| Vänersborgs IF                           | 0–2                                      | IK Oddevold                              |
| Tullinge TP                              | 4–3                                      | IFK Haninge                              |
| Eskilsminne IF                           | 0–2                                      | Landskrona BoIS                          |
| Boo FK                                   | 1–2                                      | Arameisk-Syrianska                       |
| Torslanda IK                             | 1–4                                      | Utsiktens BK                             |
| FC Arlanda                               | 1–3                                      | Gamla Upsala                             |
| BKV Norrtälje                            | 0–5                                      | Sollentuna FF                            |
| Borås AIK                                | 1–7                                      | Husqvarna FF                             |
| Ytterhogdals IK                          | 1–4                                      | Härnösands FF                            |
| Torstorps IF                             | 3–1                                      | Assyriska Turbadin                       |
| IFK Hässleholm                           | 1–5                                      | Hittarps IK                              |
| Kvibille BK                              | 4–1                                      | Skrea IF                                 |
| Sävedalens IF                            | 1–2                                      | Tvååkers IF                              |
| Södertälje FK                            | 0–2                                      | Assyriska IF                             |
| Bollnäs GIF                              | 00004–2 (e.f.)                           | IFK Timrå                                |
| Dalhem IF                                | 0–1                                      | IFK Aspudden-Tellus                      |
| Sandvikens IF                            | 0–1                                      | IK Brage                                 |
| Kalmar AIK                               | 0–2                                      | Nybro IF                                 |
| IFK Karlshamn                            | 0–6                                      | Kristianstad FC                          |
| Karlbergs BK                             | 0–4                                      | Akropolis IF                             |
| Huddinge IF                              | 1–4                                      | Enskede IK                               |
| IK Sleipner                              | 3–3 (e.f.) (1–4 str.)                    | Värmbols FC                              |
| Örebro Syrianska                         | 2–2 (e.f.) (4–5 str.)                    | Karlstad BK                              |
| Melleruds IF                             | 0–6                                      | Carlstad United                          |
| Vimmerby IF                              | 0–4                                      | Oskarshamns AIK                          |
| BK Olympic                               | 00002–3 (e.f.)                           | Lunds BK                                 |
| IFK Falköping                            | 2–4                                      | FC Trollhättan                           |
| Skara FC                                 | 0–9                                      | Skövde AIK                               |
| Torns IF                                 | 1–0                                      | FC Rosengård                             |
| Morön BK                                 | 0–1                                      | Piteå IF                                 |

| 1           | 6 juni 2017 | Landvetter IS | 0000 1 – 1 (e.fl.)         | Assyriska BK | Landvetter IP                                         |                                                       |
| 13:00 UTC+2 | 13:00 UTC+2 | Fredrik Forsman 79′ (str.) | (0 – 0) Rapport            | 51′ Ali Selim | Härryda Publik: 350 Domare: Fredrik Oppong (Göteborg) | Härryda Publik: 350 Domare: Fredrik Oppong (Göteborg) |
| 13:00 UTC+2 | 13:00 UTC+2 | |                            | | Härryda Publik: 350 Domare: Fredrik Oppong (Göteborg) | Härryda Publik: 350 Domare: Fredrik Oppong (Göteborg) |
| 13:00 UTC+2 | 13:00 UTC+2 | Wilhelm Ingves Pedram Talebi Daryoush Hematian Brojeni Efe Yildirim Lauko Latif Said Fredrik Forsman Maxiemillian Lindholm Erhan Kocak | Straffsparksläggning 6 – 5 | Joakim Olausson Berahman Gholamreza Daniel Garcia Olsson Galvan Ayoub David Asmar Daniel Albano Neves Eduard Zuta Visar Selimi | Härryda Publik: 350 Domare: Fredrik Oppong (Göteborg) | Härryda Publik: 350 Domare: Fredrik Oppong (Göteborg) |

| 2           | 7 juni 2017 | Vasalunds IF                                             | 4 – 3           | Västerås SK                                                     | Skytteholms IP                                        |                                                       |
| 19:00 UTC+2 | 19:00 UTC+2 | Kenny Pavey 8′, 18′, 58′ Carl Ekstrand Hamrén 67′ (sjm.) | (2 – 1) Rapport | 42′ Simon Johansson 59′ Dylan Kosik Sulaiman 87′ Kosik Sulaiman | Stockholm Publik: 206 Domare: Viktor Dovresjö (Årsta) | Stockholm Publik: 206 Domare: Viktor Dovresjö (Årsta) |
| 19:00 UTC+2 | 19:00 UTC+2 |                                                          |                 |                                                                 | Stockholm Publik: 206 Domare: Viktor Dovresjö (Årsta) | Stockholm Publik: 206 Domare: Viktor Dovresjö (Årsta) |
| 19:00 UTC+2 | 19:00 UTC+2 |                                                          |                 |                                                                 | Stockholm Publik: 206 Domare: Viktor Dovresjö (Årsta) | Stockholm Publik: 206 Domare: Viktor Dovresjö (Årsta) |

| 3           | 7 juni 2017 | Vänersborgs IF | 0 – 2           | IK Oddevold                            | Vänersvallen                                              |                                                           |
| 19:00 UTC+2 | 19:00 UTC+2 |                | (0 – 1) Rapport | 1′ Victor Edvardsen 71′ Emil Niklasson | Vänersborg Publik: 255 Domare: Kastriot Gerxhaliu (Skara) | Vänersborg Publik: 255 Domare: Kastriot Gerxhaliu (Skara) |
| 19:00 UTC+2 | 19:00 UTC+2 |                |                 |                                        | Vänersborg Publik: 255 Domare: Kastriot Gerxhaliu (Skara) | Vänersborg Publik: 255 Domare: Kastriot Gerxhaliu (Skara) |
| 19:00 UTC+2 | 19:00 UTC+2 |                |                 |                                        | Vänersborg Publik: 255 Domare: Kastriot Gerxhaliu (Skara) | Vänersborg Publik: 255 Domare: Kastriot Gerxhaliu (Skara) |

| 4           | 7 juni 2017 | Tullinge TP                                                             | 4 – 3           | IFK Haninge                          | Brantbrinks IP                                         |                                                        |
| 20:00 UTC+2 | 20:00 UTC+2 | Aland Bahrami 38′ Önder Akbas 57′ Teodor Bjurholm 68′ Patrik Dalawe 83′ | (1 – 1) Rapport | 2′ Dino Ceric 71′, 80′ Amar Eminovic | Stockholm Publik: 312 Domare: Augin Melki (Södertälje) | Stockholm Publik: 312 Domare: Augin Melki (Södertälje) |
| 20:00 UTC+2 | 20:00 UTC+2 |                                                                         |                 |                                      | Stockholm Publik: 312 Domare: Augin Melki (Södertälje) | Stockholm Publik: 312 Domare: Augin Melki (Södertälje) |
| 20:00 UTC+2 | 20:00 UTC+2 |                                                                         |                 |                                      | Stockholm Publik: 312 Domare: Augin Melki (Södertälje) | Stockholm Publik: 312 Domare: Augin Melki (Södertälje) |

| 5           | 13 juni 2017 | Eskilsminne IF | 0 – 2           | Landskrona BoIS                      | Harlyckans IP                                               |                                                             |
| 19:00 UTC+2 | 19:00 UTC+2  |                | (0 – 1) Rapport | 7′ Thierry Zahui 58′ Alexander Tkacz | Helsingborg Publik: 651 Domare: Bobby Sjögren (Helsingborg) | Helsingborg Publik: 651 Domare: Bobby Sjögren (Helsingborg) |
| 19:00 UTC+2 | 19:00 UTC+2  |                |                 |                                      | Helsingborg Publik: 651 Domare: Bobby Sjögren (Helsingborg) | Helsingborg Publik: 651 Domare: Bobby Sjögren (Helsingborg) |
| 19:00 UTC+2 | 19:00 UTC+2  |                |                 |                                      | Helsingborg Publik: 651 Domare: Bobby Sjögren (Helsingborg) | Helsingborg Publik: 651 Domare: Bobby Sjögren (Helsingborg) |

| 6           | 14 juni 2017 | Boo FK           | 1 – 2           | Arameisk-Syrianska                   | Boovallen                                                    |                                                              |
| 19:00 UTC+2 | 19:00 UTC+2  | Lamin Sanneh 77′ | (0 – 1) Rapport | 36′ Artin Borsali 55′ Nemrut Awrohum | Stockholm Publik: 120 Domare: Mohammad Dabestani (Stockholm) | Stockholm Publik: 120 Domare: Mohammad Dabestani (Stockholm) |
| 19:00 UTC+2 | 19:00 UTC+2  |                  |                 |                                      | Stockholm Publik: 120 Domare: Mohammad Dabestani (Stockholm) | Stockholm Publik: 120 Domare: Mohammad Dabestani (Stockholm) |
| 19:00 UTC+2 | 19:00 UTC+2  |                  |                 |                                      | Stockholm Publik: 120 Domare: Mohammad Dabestani (Stockholm) | Stockholm Publik: 120 Domare: Mohammad Dabestani (Stockholm) |

| 7           | 14 juni 2017 | Torslanda IK     | 1 – 4           | Utsiktens BK                                                                     | Torslandavallen                                      |                                                      |
| 19:00 UTC+2 | 19:00 UTC+2  | Anton Salihu 58′ | (0 – 1) Rapport | 22′ Anders Mogren 56′ Robin Book 67′ (str.) Alexander Angelin 72′ Robert Lipovac | Göteborg Publik: 180 Domare: Denis Oppong (Göteborg) | Göteborg Publik: 180 Domare: Denis Oppong (Göteborg) |
| 19:00 UTC+2 | 19:00 UTC+2  |                  |                 |                                                                                  | Göteborg Publik: 180 Domare: Denis Oppong (Göteborg) | Göteborg Publik: 180 Domare: Denis Oppong (Göteborg) |
| 19:00 UTC+2 | 19:00 UTC+2  |                  |                 |                                                                                  | Göteborg Publik: 180 Domare: Denis Oppong (Göteborg) | Göteborg Publik: 180 Domare: Denis Oppong (Göteborg) |

| 8           | 14 juni 2017 | FC Arlanda              | 1 – 3           | Gamla Upsala                                          | Midgårdsvallen                                   |                                                  |
| 19:30 UTC+2 | 19:30 UTC+2  | Michel Aslan 48′ (str.) | (0 – 3) Rapport | 13′ Hampus Lundin 19′ Tristan Watson 28′ Deniz Yaldir | Märsta Publik: 285 Domare: Odai Alwani (Uppsala) | Märsta Publik: 285 Domare: Odai Alwani (Uppsala) |
| 19:30 UTC+2 | 19:30 UTC+2  |                         |                 |                                                       | Märsta Publik: 285 Domare: Odai Alwani (Uppsala) | Märsta Publik: 285 Domare: Odai Alwani (Uppsala) |
| 19:30 UTC+2 | 19:30 UTC+2  |                         |                 |                                                       | Märsta Publik: 285 Domare: Odai Alwani (Uppsala) | Märsta Publik: 285 Domare: Odai Alwani (Uppsala) |

| 9           | 14 juni 2017 | BKV Norrtälje | 0 – 5           | Sollentuna FF                                                         | Norrtälje IP                                       |                                                    |
| 19:30 UTC+2 | 19:30 UTC+2  |               | (0 – 1) Rapport | 43′, 47′ Bubakary Sonko 56′ Anton Johansson 75′, 78′ David Gustafsson | Norrtälje Publik: 91 Domare: Ejub Mehic (Enköping) | Norrtälje Publik: 91 Domare: Ejub Mehic (Enköping) |
| 19:30 UTC+2 | 19:30 UTC+2  |               |                 |                                                                       | Norrtälje Publik: 91 Domare: Ejub Mehic (Enköping) | Norrtälje Publik: 91 Domare: Ejub Mehic (Enköping) |
| 19:30 UTC+2 | 19:30 UTC+2  |               |                 |                                                                       | Norrtälje Publik: 91 Domare: Ejub Mehic (Enköping) | Norrtälje Publik: 91 Domare: Ejub Mehic (Enköping) |

| 10          | 26 juni 2017 | Borås AIK         | 1 – 7           | Husqvarna FF | Bodavallen                                          |                                                     |
| 19:00 UTC+2 | 19:00 UTC+2  | Nadir Nishada 85′ | (0 – 5) Rapport | 12′ Amir Al-Ammari 30′, 32′ Peter Gwargis 40′ Simon Dimitrijevic 43′ (str.) Vincent Mawana 60′ Alexander Dimitrijevic 64′ Edin Hamidovic | Borås Publik: 80 Domare: Christer Hallén (Alingsås) | Borås Publik: 80 Domare: Christer Hallén (Alingsås) |
| 19:00 UTC+2 | 19:00 UTC+2  |                   |                 | | Borås Publik: 80 Domare: Christer Hallén (Alingsås) | Borås Publik: 80 Domare: Christer Hallén (Alingsås) |
| 19:00 UTC+2 | 19:00 UTC+2  |                   |                 | | Borås Publik: 80 Domare: Christer Hallén (Alingsås) | Borås Publik: 80 Domare: Christer Hallén (Alingsås) |

| 11          | 22 juli 2017 | Ytterhogdals IK      | 1 – 4   | Härnösands FF                                                     | Svedjevallen                                            |                                                         |
| 15:00 UTC+2 | 15:00 UTC+2  | Bamba-Sama N´Gamb 5′ | Rapport | 12′ Fredrik Wiking 13′, 15′ Bamekee Toure 90+1′ Viacheslav Koidan | Ytterhogdal Publik: 125 Domare: Robert Ahlman (Bollnäs) | Ytterhogdal Publik: 125 Domare: Robert Ahlman (Bollnäs) |
| 15:00 UTC+2 | 15:00 UTC+2  |                      |         |                                                                   | Ytterhogdal Publik: 125 Domare: Robert Ahlman (Bollnäs) | Ytterhogdal Publik: 125 Domare: Robert Ahlman (Bollnäs) |
| 15:00 UTC+2 | 15:00 UTC+2  |                      |         |                                                                   | Ytterhogdal Publik: 125 Domare: Robert Ahlman (Bollnäs) | Ytterhogdal Publik: 125 Domare: Robert Ahlman (Bollnäs) |

| 12          | 23 juli 2017 | Torstorps IF                                      | 3 – 1           | Assyriska Turbadin    | Atlaslunden                                            |                                                        |
| 17:00 UTC+2 | 17:00 UTC+2  | Max Skatka 49′ Ola Pynnönen 59′ Bylent Halili 69′ | (0 – 0) Rapport | 83′ Jakob Strandsäter | Finspång Publik: 212 Domare: Paul Shamoun (Norrköping) | Finspång Publik: 212 Domare: Paul Shamoun (Norrköping) |
| 17:00 UTC+2 | 17:00 UTC+2  |                                                   |                 |                       | Finspång Publik: 212 Domare: Paul Shamoun (Norrköping) | Finspång Publik: 212 Domare: Paul Shamoun (Norrköping) |
| 17:00 UTC+2 | 17:00 UTC+2  |                                                   |                 |                       | Finspång Publik: 212 Domare: Paul Shamoun (Norrköping) | Finspång Publik: 212 Domare: Paul Shamoun (Norrköping) |

| 13          | 25 juli 2017 | IFK Hässleholm              | 1 – 5           | Hittarps IK                                                        | Österås IP                                            |                                                       |
| 19:00 UTC+2 | 19:00 UTC+2  | Danny Gunnarsson 67′ (str.) | (0 – 4) Rapport | 10′, 29′ Adonis Berisha 12′, 38′ André Kopfinger 78′ Emil Rosqvist | Hässleholm Publik: 78 Domare: Fredrik Rönning (Malmö) | Hässleholm Publik: 78 Domare: Fredrik Rönning (Malmö) |
| 19:00 UTC+2 | 19:00 UTC+2  |                             |                 |                                                                    | Hässleholm Publik: 78 Domare: Fredrik Rönning (Malmö) | Hässleholm Publik: 78 Domare: Fredrik Rönning (Malmö) |
| 19:00 UTC+2 | 19:00 UTC+2  |                             |                 |                                                                    | Hässleholm Publik: 78 Domare: Fredrik Rönning (Malmö) | Hässleholm Publik: 78 Domare: Fredrik Rönning (Malmö) |

| 14          | 25 juli 2017 | Kvibille BK                                       | 4 – 1           | Skrea IF              | Björkevi IP                                               |                                                           |
| 19:00 UTC+2 | 19:00 UTC+2  | Robin Larsson 12′, 69′ Daniel Gunnarsson 77′, 90′ | (1 – 0) Rapport | 46′ Zackarias Hansson | Kvibille Publik: 71 Domare: Alexander Eriksson (Halmstad) | Kvibille Publik: 71 Domare: Alexander Eriksson (Halmstad) |
| 19:00 UTC+2 | 19:00 UTC+2  |                                                   |                 |                       | Kvibille Publik: 71 Domare: Alexander Eriksson (Halmstad) | Kvibille Publik: 71 Domare: Alexander Eriksson (Halmstad) |
| 19:00 UTC+2 | 19:00 UTC+2  |                                                   |                 |                       | Kvibille Publik: 71 Domare: Alexander Eriksson (Halmstad) | Kvibille Publik: 71 Domare: Alexander Eriksson (Halmstad) |

| 15          | 25 juli 2017 | Sävedalens IF        | 1 – 2           | Tvååkers IF                          | Vallhamra                                               |                                                         |
| 19:00 UTC+2 | 19:00 UTC+2  | Semir Aganspahic 78′ | (0 – 0) Rapport | 57′ Albin Winbo 90+3′ Jasmin Barucic | Partille Publik: 144 Domare: Marcus Lundgren (Göteborg) | Partille Publik: 144 Domare: Marcus Lundgren (Göteborg) |
| 19:00 UTC+2 | 19:00 UTC+2  |                      |                 |                                      | Partille Publik: 144 Domare: Marcus Lundgren (Göteborg) | Partille Publik: 144 Domare: Marcus Lundgren (Göteborg) |
| 19:00 UTC+2 | 19:00 UTC+2  |                      |                 |                                      | Partille Publik: 144 Domare: Marcus Lundgren (Göteborg) | Partille Publik: 144 Domare: Marcus Lundgren (Göteborg) |

| 16          | 25 juli 2017 | Södertälje FK | 0 – 2           | Assyriska IF                    | Östertälje IP                                          |                                                        |
| 19:30 UTC+2 | 19:30 UTC+2  |               | (0 – 2) Rapport | 22′ Kutshi Moilo 25′ Robin Lönn | Södertälje Publik: 264 Domare: Richard Holöien (Årsta) | Södertälje Publik: 264 Domare: Richard Holöien (Årsta) |
| 19:30 UTC+2 | 19:30 UTC+2  |               |                 |                                 | Södertälje Publik: 264 Domare: Richard Holöien (Årsta) | Södertälje Publik: 264 Domare: Richard Holöien (Årsta) |
| 19:30 UTC+2 | 19:30 UTC+2  |               |                 |                                 | Södertälje Publik: 264 Domare: Richard Holöien (Årsta) | Södertälje Publik: 264 Domare: Richard Holöien (Årsta) |

| 17          | 26 juli 2017 | Bollnäs GIF                                                                 | 0000 4 – 2 (e.fl.) | IFK Timrå                    | Sävstaås IP                                           |                                                       |
| 19:00 UTC+2 | 19:00 UTC+2  | Daniel Ölander 28′ Johan Sköld 33′ Viktor Roos 105′ Christian Brolin 120+2′ | (2 – 1) Rapport    | 17′ (sjm.) 83′ Oliver Widahl | Bollnäs Publik: 204 Domare: Patrik Larsson (Borlänge) | Bollnäs Publik: 204 Domare: Patrik Larsson (Borlänge) |
| 19:00 UTC+2 | 19:00 UTC+2  |                                                                             |                    |                              | Bollnäs Publik: 204 Domare: Patrik Larsson (Borlänge) | Bollnäs Publik: 204 Domare: Patrik Larsson (Borlänge) |
| 19:00 UTC+2 | 19:00 UTC+2  |                                                                             |                    |                              | Bollnäs Publik: 204 Domare: Patrik Larsson (Borlänge) | Bollnäs Publik: 204 Domare: Patrik Larsson (Borlänge) |

| 18          | 29 juli 2017 | Dalhem IF | 0 – 1           | IFK Aspudden-Tellus | Dalhem IP                                                |                                                          |
| 17:00 UTC+2 | 17:00 UTC+2  |           | (0 – 1) Rapport | 37′ Fredrik Crona   | Dalhem Publik: 220 Domare: Vedad Kestendzic (Vallentuna) | Dalhem Publik: 220 Domare: Vedad Kestendzic (Vallentuna) |
| 17:00 UTC+2 | 17:00 UTC+2  |           |                 |                     | Dalhem Publik: 220 Domare: Vedad Kestendzic (Vallentuna) | Dalhem Publik: 220 Domare: Vedad Kestendzic (Vallentuna) |
| 17:00 UTC+2 | 17:00 UTC+2  |           |                 |                     | Dalhem Publik: 220 Domare: Vedad Kestendzic (Vallentuna) | Dalhem Publik: 220 Domare: Vedad Kestendzic (Vallentuna) |

| 19          | 2 augusti 2017 | Sandvikens IF | 0 – 1           | IK Brage       | Jernvallen                                             |                                                        |
| 18:00 UTC+2 | 18:00 UTC+2    |               | (0 – 1) Rapport | 9′ Stefan Ilic | Sandviken Publik: 2 029 Domare: Mohamed Nablsi (Gävle) | Sandviken Publik: 2 029 Domare: Mohamed Nablsi (Gävle) |
| 18:00 UTC+2 | 18:00 UTC+2    |               |                 |                | Sandviken Publik: 2 029 Domare: Mohamed Nablsi (Gävle) | Sandviken Publik: 2 029 Domare: Mohamed Nablsi (Gävle) |
| 18:00 UTC+2 | 18:00 UTC+2    |               |                 |                | Sandviken Publik: 2 029 Domare: Mohamed Nablsi (Gävle) | Sandviken Publik: 2 029 Domare: Mohamed Nablsi (Gävle) |

| 20          | 2 augusti 2017 | Kalmar AIK | 0 – 2           | Nybro IF            | Fredriksskans IP                               |                                                |
| 18:00 UTC+2 | 18:00 UTC+2    |            | (0 – 1) Rapport | 45′, 72′ Filip Berg | Kalmar Publik: 67 Domare: Yousef Issa (Nässjö) | Kalmar Publik: 67 Domare: Yousef Issa (Nässjö) |
| 18:00 UTC+2 | 18:00 UTC+2    |            |                 |                     | Kalmar Publik: 67 Domare: Yousef Issa (Nässjö) | Kalmar Publik: 67 Domare: Yousef Issa (Nässjö) |
| 18:00 UTC+2 | 18:00 UTC+2    |            |                 |                     | Kalmar Publik: 67 Domare: Yousef Issa (Nässjö) | Kalmar Publik: 67 Domare: Yousef Issa (Nässjö) |

| 21          | 2 augusti 2017 | IFK Karlshamn | 0 – 6           | Kristianstad FC                                                                                     | Vägga IP                                                   |                                                            |
| 18:00 UTC+2 | 18:00 UTC+2    |               | (0 – 3) Rapport | 7′, 58′ Emil Åberg 29′ Nahom Girmai Netabay 31′, 90′ Andreas Grham 54′ (str.) Bjarni Mark Antonsson | Karlshamn Publik: 125 Domare: Jakob Magnetorp (Trelleborg) | Karlshamn Publik: 125 Domare: Jakob Magnetorp (Trelleborg) |
| 18:00 UTC+2 | 18:00 UTC+2    |               |                 | | Karlshamn Publik: 125 Domare: Jakob Magnetorp (Trelleborg) | Karlshamn Publik: 125 Domare: Jakob Magnetorp (Trelleborg) |
| 18:00 UTC+2 | 18:00 UTC+2    |               |                 | | Karlshamn Publik: 125 Domare: Jakob Magnetorp (Trelleborg) | Karlshamn Publik: 125 Domare: Jakob Magnetorp (Trelleborg) |

| 22          | 2 augusti 2017 | Karlbergs BK | 0 – 4           | Akropolis IF                                                                                          | Stadshagens IP                                          |                                                         |
| 19:00 UTC+2 | 19:00 UTC+2    |              | (0 – 1) Rapport | 26′ Adhavan Rajamohan 58′ Konstantinos Stavrothanasopoulos 71′ Kosmas Gezos 74′ Marcus Haglind Sangré | Stockholm Publik: 133 Domare: Nino Baresso (Södertälje) | Stockholm Publik: 133 Domare: Nino Baresso (Södertälje) |
| 19:00 UTC+2 | 19:00 UTC+2    |              |                 | | Stockholm Publik: 133 Domare: Nino Baresso (Södertälje) | Stockholm Publik: 133 Domare: Nino Baresso (Södertälje) |
| 19:00 UTC+2 | 19:00 UTC+2    |              |                 | | Stockholm Publik: 133 Domare: Nino Baresso (Södertälje) | Stockholm Publik: 133 Domare: Nino Baresso (Södertälje) |

| 23          | 2 augusti 2017 | Huddinge IF                           | 1 – 4           | Enskede IK                                    | Källbrinks IP                                           |                                                         |
| 19:00 UTC+2 | 19:00 UTC+2    | Jonatan Andres Almendra Cifuentes 70′ | (0 – 3) Rapport | 22′, 29′, 40′ Fabakary Sanneh 54′ Peter Micic | Stockholm Publik: 101 Domare: Tom Ghorbani (Skärholmen) | Stockholm Publik: 101 Domare: Tom Ghorbani (Skärholmen) |
| 19:00 UTC+2 | 19:00 UTC+2    |                                       |                 |                                               | Stockholm Publik: 101 Domare: Tom Ghorbani (Skärholmen) | Stockholm Publik: 101 Domare: Tom Ghorbani (Skärholmen) |
| 19:00 UTC+2 | 19:00 UTC+2    |                                       |                 |                                               | Stockholm Publik: 101 Domare: Tom Ghorbani (Skärholmen) | Stockholm Publik: 101 Domare: Tom Ghorbani (Skärholmen) |

| 24          | 2 augusti 2017 | IK Sleipner                                                   | 0000 3 – 3 (e.fl.)         | Värmbols FC                                                       | Östgötaporten                                             |                                                           |
| 19:00 UTC+2 | 19:00 UTC+2    | Marcus Kemppainen 8′ Daniel Andersson 83′ Johan Roxström 120′ | (1 – 2) Rapport            | 9′ Vedran Benca 15′ Joakim Juhlin 117′ Erik Lindgren              | Norrköping Publik: 105 Domare: Håkan Söderman (Jönköping) | Norrköping Publik: 105 Domare: Håkan Söderman (Jönköping) |
| 19:00 UTC+2 | 19:00 UTC+2    |                                                               |                            |                                                                   | Norrköping Publik: 105 Domare: Håkan Söderman (Jönköping) | Norrköping Publik: 105 Domare: Håkan Söderman (Jönköping) |
| 19:00 UTC+2 | 19:00 UTC+2    | Daniel Andersson Daniel Källsholm Johan Roxström              | Straffsparksläggning 1 – 4 | Niklas Rautiainen Erik Lindgren David Strömgren Markus Kellokumpu | Norrköping Publik: 105 Domare: Håkan Söderman (Jönköping) | Norrköping Publik: 105 Domare: Håkan Söderman (Jönköping) |

| 25    | 2 augusti 2017 | Örebro Syrianska                                                                          | 0000 2 – 2 (e.fl.)         | Karlstad BK                                                                             | Örnsro IP                                           |                                                     |
| UTC+2 | UTC+2          | Miran Abdulrahman Mohammad 8′ Basel Gorgis 63′                                            | (1 – 1) Rapport            | 37′ Vilson Nikola 49′ Agon Beqiri                                                       | Örebro Publik: 187 Domare: Arian Chalak (Sundsvall) | Örebro Publik: 187 Domare: Arian Chalak (Sundsvall) |
| UTC+2 | UTC+2          |                                                                                           |                            |                                                                                         | Örebro Publik: 187 Domare: Arian Chalak (Sundsvall) | Örebro Publik: 187 Domare: Arian Chalak (Sundsvall) |
| UTC+2 | UTC+2          | Amar Bukva Stefan Hannason Martin Alp Linus Lamu Miran Abdulrahman Mohammad Amel Rastoder | Straffsparksläggning 4 – 5 | Gazmend Bahtiri Haytham Chebil Ako Ahmadi Erik Nilsson Sherwan Baderkhan Marcus Nilsson | Örebro Publik: 187 Domare: Arian Chalak (Sundsvall) | Örebro Publik: 187 Domare: Arian Chalak (Sundsvall) |

| 26          | 2 augusti 2017 | Melleruds IF | 0 – 6           | Carlstad United                                                                    | Rådavallen                                                |                                                           |
| 19:00 UTC+2 | 19:00 UTC+2    |              | (0 – 2) Rapport | 30′, 65′ Uchenna Ike 44′, 85′ Sebastian Carlsson 79′ Claes Nyman 81′ Lawand Haidar | Mellerud Publik: 175 Domare: Andreas Ekholm (Trollhättan) | Mellerud Publik: 175 Domare: Andreas Ekholm (Trollhättan) |
| 19:00 UTC+2 | 19:00 UTC+2    |              |                 |                                                                                    | Mellerud Publik: 175 Domare: Andreas Ekholm (Trollhättan) | Mellerud Publik: 175 Domare: Andreas Ekholm (Trollhättan) |
| 19:00 UTC+2 | 19:00 UTC+2    |              |                 |                                                                                    | Mellerud Publik: 175 Domare: Andreas Ekholm (Trollhättan) | Mellerud Publik: 175 Domare: Andreas Ekholm (Trollhättan) |

| 27          | 2 augusti 2017 | Vimmerby IF | 0 – 4           | Oskarshamns AIK                                                          | Skobes Arena                                            |                                                         |
| 19:00 UTC+2 | 19:00 UTC+2    |             | (0 – 1) Rapport | 13′, 82′ Peiman Eliassi 62′ Christopher Christensson 68′ Martin Karlsson | Vimmerby Publik: 177 Domare: Almir Kadiric (Ekenässjön) | Vimmerby Publik: 177 Domare: Almir Kadiric (Ekenässjön) |
| 19:00 UTC+2 | 19:00 UTC+2    |             |                 |                                                                          | Vimmerby Publik: 177 Domare: Almir Kadiric (Ekenässjön) | Vimmerby Publik: 177 Domare: Almir Kadiric (Ekenässjön) |
| 19:00 UTC+2 | 19:00 UTC+2    |             |                 |                                                                          | Vimmerby Publik: 177 Domare: Almir Kadiric (Ekenässjön) | Vimmerby Publik: 177 Domare: Almir Kadiric (Ekenässjön) |

| 28          | 2 augusti 2017 | BK Olympic              | 0000 2 – 3 (e.fl.) | Lunds BK                                   | Lindängens IP                                   |                                                 |
| 19:00 UTC+2 | 19:00 UTC+2    | Gabriel Steven 90′, 96′ | (0 – 1) Rapport    | 39′ David Sax 109′, 118′ Kristian Mjörnman | Malmö Publik: 244 Domare: Daniel Böcker (Malmö) | Malmö Publik: 244 Domare: Daniel Böcker (Malmö) |
| 19:00 UTC+2 | 19:00 UTC+2    |                         |                    |                                            | Malmö Publik: 244 Domare: Daniel Böcker (Malmö) | Malmö Publik: 244 Domare: Daniel Böcker (Malmö) |
| 19:00 UTC+2 | 19:00 UTC+2    |                         |                    |                                            | Malmö Publik: 244 Domare: Daniel Böcker (Malmö) | Malmö Publik: 244 Domare: Daniel Böcker (Malmö) |

| 29          | 2 augusti 2017 | IFK Falköping                           | 2 – 4           | FC Trollhättan                                                       | Kinnemo                                            |                                                    |
| 19:00 UTC+2 | 19:00 UTC+2    | Florent Rushiti 26′ Fisnik Menxhiqi 66′ | (1 – 1) Rapport | 17′ Robin Jansson 61′, 80′ Fredrik Sundström 90+2′ Jonas Emanuelsson | Kinnarp Publik: 125 Domare: Daniel Särén (Dannike) | Kinnarp Publik: 125 Domare: Daniel Särén (Dannike) |
| 19:00 UTC+2 | 19:00 UTC+2    |                                         |                 |                                                                      | Kinnarp Publik: 125 Domare: Daniel Särén (Dannike) | Kinnarp Publik: 125 Domare: Daniel Särén (Dannike) |
| 19:00 UTC+2 | 19:00 UTC+2    |                                         |                 |                                                                      | Kinnarp Publik: 125 Domare: Daniel Särén (Dannike) | Kinnarp Publik: 125 Domare: Daniel Särén (Dannike) |

| 30          | 2 augusti 2017 | Skara FC | 0 – 9           | Skövde AIK | Sparbanken Arena                                    |                                                     |
| 19:00 UTC+2 | 19:00 UTC+2    |          | (0 – 1) Rapport | 36′, 55′, 62′ Rasmus Örqvist 51′ Bilos Yonakhir 52′, 66′ Ibrahim Alushaj 59′ Bubacarr Jobe 74′, 87′ Ryan Masch | Skara Publik: 62 Domare: Albert Mustafa (Falköping) | Skara Publik: 62 Domare: Albert Mustafa (Falköping) |
| 19:00 UTC+2 | 19:00 UTC+2    |          |                 | | Skara Publik: 62 Domare: Albert Mustafa (Falköping) | Skara Publik: 62 Domare: Albert Mustafa (Falköping) |
| 19:00 UTC+2 | 19:00 UTC+2    |          |                 | | Skara Publik: 62 Domare: Albert Mustafa (Falköping) | Skara Publik: 62 Domare: Albert Mustafa (Falköping) |

| 31          | 2 augusti 2017 | Torns IF          | 1 – 0           | FC Rosengård | Tornvallen                                       |                                                  |
| 19:00 UTC+2 | 19:00 UTC+2    | Oscar Ahlgren 65′ | (0 – 0) Rapport |              | Lund Publik: 91 Domare: Niklas Andersson (Malmö) | Lund Publik: 91 Domare: Niklas Andersson (Malmö) |
| 19:00 UTC+2 | 19:00 UTC+2    |                   |                 |              | Lund Publik: 91 Domare: Niklas Andersson (Malmö) | Lund Publik: 91 Domare: Niklas Andersson (Malmö) |
| 19:00 UTC+2 | 19:00 UTC+2    |                   |                 |              | Lund Publik: 91 Domare: Niklas Andersson (Malmö) | Lund Publik: 91 Domare: Niklas Andersson (Malmö) |

| 32          | 2 augusti 2017 | Morön BK | 0 – 1           | Piteå IF         | Skogsvallen IP                             |                                            |
| 19:30 UTC+2 | 19:30 UTC+2    |          | (0 – 0) Rapport | 79′ Samuel Naiwo | Publik: 278 Domare: Simon Svensson (Bureå) | Publik: 278 Domare: Simon Svensson (Bureå) |
| 19:30 UTC+2 | 19:30 UTC+2    |          |                 |                  | Publik: 278 Domare: Simon Svensson (Bureå) | Publik: 278 Domare: Simon Svensson (Bureå) |
| 19:30 UTC+2 | 19:30 UTC+2    |          |                 |                  | Publik: 278 Domare: Simon Svensson (Bureå) | Publik: 278 Domare: Simon Svensson (Bureå) |

### Omgång 2
| Andra omgången – 64 deltagande klubblag | Andra omgången – 64 deltagande klubblag | Andra omgången – 64 deltagande klubblag |
| --------------------------------------- | --------------------------------------- | --------------------------------------- |
| Lag 1                                   | Resultat                                | Lag 2                                   |
| Akropolis IF                            | 1–3                                     | Hammarby IF                             |
| Kristianstad FC                         | 1–3                                     | Halmstads BK                            |
| Värmbols FC                             | 0–1                                     | AIK                                     |
| Torstorps IF                            | 0–3                                     | GIF Sundsvall                           |
| Kvibille BK                             | 1–9                                     | BK Häcken                               |
| Tvååkers IF                             | 2–1                                     | Örgryte IS                              |
| Torns IF                                | 00001–3 (e.f.)                          | IFK Värnamo                             |
| IK Brage                                | 1–4                                     | Åtvidabergs FF                          |
| Tullinge TP                             | 2–5                                     | IK Frej                                 |
| Vasalunds IF                            | 00003–1 (e.f.)                          | AFC Eskilstuna                          |
| IFK Aspudden-Tellus                     | 1–3                                     | Dalkurd FF                              |
| Arameisk-Syrianska                      | 0–2                                     | IF Brommapojkarna                       |
| Sollentuna FF                           | 1–2                                     | Syrianska FC                            |
| Bollnäs GIF                             | 0–5                                     | IFK Norrköping                          |
| Piteå IF                                | 00000–0 (e.f.) (2–4 str.)               | Degerfors IF                            |
| Gamla Upsala                            | 1–4                                     | Djurgårdens IF                          |
| Carlstad United                         | 1–2                                     | IK Sirius                               |
| Landvetter IS                           | 0–5                                     | IFK Göteborg                            |
| Oskarshamns AIK                         | 1–3                                     | Helsingborgs IF                         |
| Hittarps IK                             | 0–3                                     | Varbergs BoIS                           |
| Lunds BK                                | 0–2                                     | Norrby IF                               |
| Landskrona BoIS                         | 00003–4 (e.f.)                          | IF Elfsborg                             |
| Husqvarna FF                            | 00002–5 (e.f.)                          | Östers IF                               |
| Utsiktens BK                            | 00002–3 (e.f.)                          | Jönköpings Södra                        |
| FC Trollhättan                          | 1–4                                     | Malmö FF                                |
| Assyriska IF                            | 0–1                                     | Trelleborgs FF                          |
| Enskede IK                              | 00001–2 (e.f.)                          | Gefle IF                                |
| Karlstad BK                             | 1–2                                     | Örebro SK                               |
| Skövde AIK                              | 0–1                                     | Gais                                    |
| Nybro IF                                | 1–5                                     | Kalmar FF                               |
| IK Oddevold                             | 2–1                                     | Falkenbergs FF                          |
| Härnösands FF                           | 0–2                                     | Östersunds FK                           |

| 1           | 16 augusti 2017 | Akropolis IF     | 1 – 3           | Hammarby IF                                                 | Grimsta IP                                              |                                                         |
| 18:30 UTC+2 | 18:30 UTC+2     | Alagie Sosseh 6′ | (1 – 2) Rapport | 30′ Leo Bengtsson 44′ Muamer Tankovic 90+2′ Sander Svendsen | Stockholm Publik: 3 000 Domare: Patrik Eriksson (Gävle) | Stockholm Publik: 3 000 Domare: Patrik Eriksson (Gävle) |
| 18:30 UTC+2 | 18:30 UTC+2     |                  |                 |                                                             | Stockholm Publik: 3 000 Domare: Patrik Eriksson (Gävle) | Stockholm Publik: 3 000 Domare: Patrik Eriksson (Gävle) |
| 18:30 UTC+2 | 18:30 UTC+2     |                  |                 |                                                             | Stockholm Publik: 3 000 Domare: Patrik Eriksson (Gävle) | Stockholm Publik: 3 000 Domare: Patrik Eriksson (Gävle) |

| 2           | 23 augusti 2017 | Kristianstad FC | 1 – 3           | Halmstad BK | Kristianstads IP                                              |                                                               |
| 17:30 UTC+2 | 17:30 UTC+2     |                 | (0 – 2) Rapport |             | Kristianstad Publik: 645 Domare: Robert Daradic (Helsingborg) | Kristianstad Publik: 645 Domare: Robert Daradic (Helsingborg) |
| 17:30 UTC+2 | 17:30 UTC+2     |                 |                 |             | Kristianstad Publik: 645 Domare: Robert Daradic (Helsingborg) | Kristianstad Publik: 645 Domare: Robert Daradic (Helsingborg) |
| 17:30 UTC+2 | 17:30 UTC+2     |                 |                 |             | Kristianstad Publik: 645 Domare: Robert Daradic (Helsingborg) | Kristianstad Publik: 645 Domare: Robert Daradic (Helsingborg) |

| 3           | 23 augusti 2017 | Värmbols FC | 0 – 1           | AIK                           | Värmbols IP                                              |                                                          |
| 18:00 UTC+2 | 18:00 UTC+2     |             | (0 – 0) Rapport | 53′ (str.) Nicolás Stefanelli | Katrineholm Publik: 3 123 Domare: Johan Krantz (Uppsala) | Katrineholm Publik: 3 123 Domare: Johan Krantz (Uppsala) |
| 18:00 UTC+2 | 18:00 UTC+2     |             |                 |                               | Katrineholm Publik: 3 123 Domare: Johan Krantz (Uppsala) | Katrineholm Publik: 3 123 Domare: Johan Krantz (Uppsala) |
| 18:00 UTC+2 | 18:00 UTC+2     |             |                 |                               | Katrineholm Publik: 3 123 Domare: Johan Krantz (Uppsala) | Katrineholm Publik: 3 123 Domare: Johan Krantz (Uppsala) |

| 4           | 23 augusti 2017 | Torstorps IF | 0 – 3           | GIF Sundsvall                                                            | Atlaslunden                                             |                                                         |
| 18:00 UTC+2 | 18:00 UTC+2     |              | (0 – 0) Rapport | 47′ Amaro Bahtijar 51′ Carlos Moros Gracia 78′ Kristinn Freyr Sigurdsson | Finspång Publik: 932 Domare: Kastriot Gerxhaliu (Skara) | Finspång Publik: 932 Domare: Kastriot Gerxhaliu (Skara) |
| 18:00 UTC+2 | 18:00 UTC+2     |              |                 |                                                                          | Finspång Publik: 932 Domare: Kastriot Gerxhaliu (Skara) | Finspång Publik: 932 Domare: Kastriot Gerxhaliu (Skara) |
| 18:00 UTC+2 | 18:00 UTC+2     |              |                 |                                                                          | Finspång Publik: 932 Domare: Kastriot Gerxhaliu (Skara) | Finspång Publik: 932 Domare: Kastriot Gerxhaliu (Skara) |

| 5           | 23 augusti 2017 | Kvibille BK                  | 1 – 9           | BK Häcken | Björkevi                                                     |                                                              |
| 18:00 UTC+2 | 18:00 UTC+2     | Daniel Gunnarsson 31′ (str.) | (1 – 3) Rapport | 1′ (str.), 70′ Mathias Ranégie 3′, 83′ Adam Andersson 15′, 50′, 72′ Chisom Egbuchulam 73′ Rasmus Lindgren 80′ Lucas Hedlund | Kvibille Publik: 1 095 Domare: Kristoffer Karlsson (Höganäs) | Kvibille Publik: 1 095 Domare: Kristoffer Karlsson (Höganäs) |
| 18:00 UTC+2 | 18:00 UTC+2     |                              |                 | | Kvibille Publik: 1 095 Domare: Kristoffer Karlsson (Höganäs) | Kvibille Publik: 1 095 Domare: Kristoffer Karlsson (Höganäs) |
| 18:00 UTC+2 | 18:00 UTC+2     |                              |                 | | Kvibille Publik: 1 095 Domare: Kristoffer Karlsson (Höganäs) | Kvibille Publik: 1 095 Domare: Kristoffer Karlsson (Höganäs) |

| 6           | 23 augusti 2017 | Tvååkers IF                             | 2 – 1           | Örgryte IS         | Övrevi                                                |                                                       |
| 18:00 UTC+2 | 18:00 UTC+2     | Labinot Syla 45′ (str.) Albin Winbo 55′ | (1 – 1) Rapport | 25′ Johan Elmander | Tvååker Publik: 752 Domare: Fredrik Oppong (Göteborg) | Tvååker Publik: 752 Domare: Fredrik Oppong (Göteborg) |
| 18:00 UTC+2 | 18:00 UTC+2     |                                         |                 |                    | Tvååker Publik: 752 Domare: Fredrik Oppong (Göteborg) | Tvååker Publik: 752 Domare: Fredrik Oppong (Göteborg) |
| 18:00 UTC+2 | 18:00 UTC+2     |                                         |                 |                    | Tvååker Publik: 752 Domare: Fredrik Oppong (Göteborg) | Tvååker Publik: 752 Domare: Fredrik Oppong (Göteborg) |

| 7           | 23 augusti 2017 | Torns IF                   | 0000 1 – 3 (e.fl.) | IFK Värnamo                                             | Tornvallen                                           |                                                      |
| 18:00 UTC+2 | 18:00 UTC+2     | André Johansson 90′ (str.) | (0 – 0) Rapport    | 80′, 108′ Paulo Marcelo Souza Alves 120′ Gentrit Citaku | Lund Publik: 411 Domare: Adi Aganovic (Kristianstad) | Lund Publik: 411 Domare: Adi Aganovic (Kristianstad) |
| 18:00 UTC+2 | 18:00 UTC+2     |                            |                    |                                                         | Lund Publik: 411 Domare: Adi Aganovic (Kristianstad) | Lund Publik: 411 Domare: Adi Aganovic (Kristianstad) |
| 18:00 UTC+2 | 18:00 UTC+2     |                            |                    |                                                         | Lund Publik: 411 Domare: Adi Aganovic (Kristianstad) | Lund Publik: 411 Domare: Adi Aganovic (Kristianstad) |

| 8           | 23 augusti 2017 | IK Brage                 | 1 – 4           | Åtvidabergs FF                                                           | Domnarvsvallen                                      |                                                     |
| 18:30 UTC+2 | 18:30 UTC+2     | Benjamin Hjertstrand 90′ | (0 – 1) Rapport | 26′ Lucas Öhrn 49′ Emil Bellander 60′ (str.) Simon Helg 78′ Isac Lidberg | Borlänge Publik: 358 Domare: Enzo Vesprini (Köping) | Borlänge Publik: 358 Domare: Enzo Vesprini (Köping) |
| 18:30 UTC+2 | 18:30 UTC+2     |                          |                 |                                                                          | Borlänge Publik: 358 Domare: Enzo Vesprini (Köping) | Borlänge Publik: 358 Domare: Enzo Vesprini (Köping) |
| 18:30 UTC+2 | 18:30 UTC+2     |                          |                 |                                                                          | Borlänge Publik: 358 Domare: Enzo Vesprini (Köping) | Borlänge Publik: 358 Domare: Enzo Vesprini (Köping) |

| 9           | 23 augusti 2017 | Tullinge TP                                     | 2 – 5           | IK Frej                                                              | Brantbrinks IP                                             |                                                            |
| 18:30 UTC+2 | 18:30 UTC+2     | Frederik Varga 15′ Oskar Idh Talonen 78′ (str.) | (1 – 3) Rapport | 19′, 22′ Lukas Sunesson 33′, 76′ Admir Ćatović 80′ Danilo Kuzmanovic | Tullinge Publik: 1 306 Domare: Viktor Dovresjö (Stockholm) | Tullinge Publik: 1 306 Domare: Viktor Dovresjö (Stockholm) |
| 18:30 UTC+2 | 18:30 UTC+2     |                                                 |                 |                                                                      | Tullinge Publik: 1 306 Domare: Viktor Dovresjö (Stockholm) | Tullinge Publik: 1 306 Domare: Viktor Dovresjö (Stockholm) |
| 18:30 UTC+2 | 18:30 UTC+2     |                                                 |                 |                                                                      | Tullinge Publik: 1 306 Domare: Viktor Dovresjö (Stockholm) | Tullinge Publik: 1 306 Domare: Viktor Dovresjö (Stockholm) |

| 10          | 23 augusti 2017 | Vasalunds IF                                    | 0000 3 – 1 (e.fl.) | AFC Eskilstuna         | Skytteholms IP, B-plan                           |                                                  |
| 18:30 UTC+2 | 18:30 UTC+2     | Carl Björk 66′, 112′ Axel Björnström 97′ (str.) | (0 – 1) Rapport    | 38′ Mohamed Buya Turay | Stockholm Publik: 315 Domare: Johan Hamlin (Bro) | Stockholm Publik: 315 Domare: Johan Hamlin (Bro) |
| 18:30 UTC+2 | 18:30 UTC+2     |                                                 |                    |                        | Stockholm Publik: 315 Domare: Johan Hamlin (Bro) | Stockholm Publik: 315 Domare: Johan Hamlin (Bro) |
| 18:30 UTC+2 | 18:30 UTC+2     |                                                 |                    |                        | Stockholm Publik: 315 Domare: Johan Hamlin (Bro) | Stockholm Publik: 315 Domare: Johan Hamlin (Bro) |

| 11          | 23 augusti 2017 | IFK Aspudden-Tellus | 1 – 3           | Dalkurd FF                             | Aspuddens IP                                                |                                                             |
| 18:30 UTC+2 | 18:30 UTC+2     | Pashang Abdulla 45′ | (1 – 3) Rapport | 20′, 42′ Ahmed Awad 30′ Andrew Stadler | Stockholm Publik: 1 157 Domare: Fredrik Hansson (Stockholm) | Stockholm Publik: 1 157 Domare: Fredrik Hansson (Stockholm) |
| 18:30 UTC+2 | 18:30 UTC+2     |                     |                 |                                        | Stockholm Publik: 1 157 Domare: Fredrik Hansson (Stockholm) | Stockholm Publik: 1 157 Domare: Fredrik Hansson (Stockholm) |
| 18:30 UTC+2 | 18:30 UTC+2     |                     |                 |                                        | Stockholm Publik: 1 157 Domare: Fredrik Hansson (Stockholm) | Stockholm Publik: 1 157 Domare: Fredrik Hansson (Stockholm) |

| 12          | 23 augusti 2017 | Arameisk-Syrianska | 0 – 2           | IF Brommapojkarna                      | Brunna IP                                              |                                                        |
| 18:30 UTC+2 | 18:30 UTC+2     |                    | (0 – 1) Rapport | 30′ Imad Khalili 49′ Luca Gerbino Polo | Stockholm Publik: 569 Domare: Farouk Nehdi (Stockholm) | Stockholm Publik: 569 Domare: Farouk Nehdi (Stockholm) |
| 18:30 UTC+2 | 18:30 UTC+2     |                    |                 |                                        | Stockholm Publik: 569 Domare: Farouk Nehdi (Stockholm) | Stockholm Publik: 569 Domare: Farouk Nehdi (Stockholm) |
| 18:30 UTC+2 | 18:30 UTC+2     |                    |                 |                                        | Stockholm Publik: 569 Domare: Farouk Nehdi (Stockholm) | Stockholm Publik: 569 Domare: Farouk Nehdi (Stockholm) |

| 13          | 23 augusti 2017 | Sollentuna FF    | 1 – 2           | Syrianska FC                          | Sollentunavallen                                    |                                                     |
| 18:30 UTC+2 | 18:30 UTC+2     | Kalle Ramsell 5′ | (1 – 0) Rapport | 54′ Nikola Gacesa 90+4′ Seth Hellberg | Stockholm Publik: 300 Domare: Adam Ladebäck (Visby) | Stockholm Publik: 300 Domare: Adam Ladebäck (Visby) |
| 18:30 UTC+2 | 18:30 UTC+2     |                  |                 |                                       | Stockholm Publik: 300 Domare: Adam Ladebäck (Visby) | Stockholm Publik: 300 Domare: Adam Ladebäck (Visby) |
| 18:30 UTC+2 | 18:30 UTC+2     |                  |                 |                                       | Stockholm Publik: 300 Domare: Adam Ladebäck (Visby) | Stockholm Publik: 300 Domare: Adam Ladebäck (Visby) |

| 14          | 23 augusti 2017 | Bollnäs GIF | 0 – 5           | IFK Norrköping                                                                                          | Sävstaås IP                                            |                                                        |
| 18:30 UTC+2 | 18:30 UTC+2     |             | (0 – 3) Rapport | 17′ Alexander Jakobsen 26′ Filip Dagerstål 37′ Simon Skrabb 55′ David Moberg Karlsson 77′ Johannes Vall | Bollnäs Publik: 1 646 Domare: Arian Chalak (Sundsvall) | Bollnäs Publik: 1 646 Domare: Arian Chalak (Sundsvall) |
| 18:30 UTC+2 | 18:30 UTC+2     |             |                 | | Bollnäs Publik: 1 646 Domare: Arian Chalak (Sundsvall) | Bollnäs Publik: 1 646 Domare: Arian Chalak (Sundsvall) |
| 18:30 UTC+2 | 18:30 UTC+2     |             |                 | | Bollnäs Publik: 1 646 Domare: Arian Chalak (Sundsvall) | Bollnäs Publik: 1 646 Domare: Arian Chalak (Sundsvall) |

| 15          | 23 augusti 2017 | Piteå IF                                                        | 0000 0 – 0 (e.fl.)         | Degerfors IF                                                                    | LF Arena                                                     |                                                              |
| 18:30 UTC+2 | 18:30 UTC+2     |                                                                 | (0 – 0) Rapport            |                                                                                 | Piteå Publik: 755 Domare: Alexander Milovanovic (Arvidsjaur) | Piteå Publik: 755 Domare: Alexander Milovanovic (Arvidsjaur) |
| 18:30 UTC+2 | 18:30 UTC+2     |                                                                 |                            |                                                                                 | Piteå Publik: 755 Domare: Alexander Milovanovic (Arvidsjaur) | Piteå Publik: 755 Domare: Alexander Milovanovic (Arvidsjaur) |
| 18:30 UTC+2 | 18:30 UTC+2     | Moses Duckrell Joel Edström Robert Hammarstedt Pontus Sundqvist | Straffsparksläggning 2 – 4 | Nikola Ladan Sargon Abraham Mihlali Mayambela Hampus Zackrisson Filip Stankovic | Piteå Publik: 755 Domare: Alexander Milovanovic (Arvidsjaur) | Piteå Publik: 755 Domare: Alexander Milovanovic (Arvidsjaur) |

| 16          | 23 augusti 2017 | Gamla Upsala       | 1 – 4           | Djurgårdens IF                                                           | Studenternas IP                                       |                                                       |
| 18:30 UTC+2 | 18:30 UTC+2     | Henrik Englund 37′ | (1 – 1) Rapport | 18′ (sjm.) Patrik Källsten 75′, 89′ Aliou Badji 83′ Julian Kristoffersen | Uppsala Publik: 1 286 Domare: Victor Wolf (Stockholm) | Uppsala Publik: 1 286 Domare: Victor Wolf (Stockholm) |
| 18:30 UTC+2 | 18:30 UTC+2     |                    |                 |                                                                          | Uppsala Publik: 1 286 Domare: Victor Wolf (Stockholm) | Uppsala Publik: 1 286 Domare: Victor Wolf (Stockholm) |
| 18:30 UTC+2 | 18:30 UTC+2     |                    |                 |                                                                          | Uppsala Publik: 1 286 Domare: Victor Wolf (Stockholm) | Uppsala Publik: 1 286 Domare: Victor Wolf (Stockholm) |

| 17          | 23 augusti 2017 | Carlstad United         | 1 – 2           | IK Sirius                                   | Tingvalla IP                                           |                                                        |
| 18:30 UTC+2 | 18:30 UTC+2     | Albin Lekiqi 23′ (str.) | (1 – 1) Rapport | 19′ Zackarias Faour 54′ Christer Gustafsson | Karlstad Publik: 831 Domare: Antti Kanerva (Olofstorp) | Karlstad Publik: 831 Domare: Antti Kanerva (Olofstorp) |
| 18:30 UTC+2 | 18:30 UTC+2     |                         |                 |                                             | Karlstad Publik: 831 Domare: Antti Kanerva (Olofstorp) | Karlstad Publik: 831 Domare: Antti Kanerva (Olofstorp) |
| 18:30 UTC+2 | 18:30 UTC+2     |                         |                 |                                             | Karlstad Publik: 831 Domare: Antti Kanerva (Olofstorp) | Karlstad Publik: 831 Domare: Antti Kanerva (Olofstorp) |

| 18          | 23 augusti 2017 | Landvetter IS | 0 – 5           | IFK Göteborg | Landvetter IP                                          |                                                        |
| 18:30 UTC+2 | 18:30 UTC+2     |               | (0 – 1) Rapport |              | Härryda Publik: 4 800 Domare: Bojan Pandzic (Göteborg) | Härryda Publik: 4 800 Domare: Bojan Pandzic (Göteborg) |
| 18:30 UTC+2 | 18:30 UTC+2     |               |                 |              | Härryda Publik: 4 800 Domare: Bojan Pandzic (Göteborg) | Härryda Publik: 4 800 Domare: Bojan Pandzic (Göteborg) |
| 18:30 UTC+2 | 18:30 UTC+2     |               |                 |              | Härryda Publik: 4 800 Domare: Bojan Pandzic (Göteborg) | Härryda Publik: 4 800 Domare: Bojan Pandzic (Göteborg) |

| 19          | 23 augusti 2017 | Oskarshamns AIK           | 1 – 3           | Helsingborgs IF                                       | Arena Oskarshamn                                               |                                                                |
| 18:30 UTC+2 | 18:30 UTC+2     | Peiman Eliassi 19′ (str.) | (1 – 2) Rapport | 8′, 58′ Alex Timossi Andersson 11′ Martin Christensen | Oskarshamn Publik: 1 082 Domare: Andreas Johansson (Jönköping) | Oskarshamn Publik: 1 082 Domare: Andreas Johansson (Jönköping) |
| 18:30 UTC+2 | 18:30 UTC+2     |                           |                 |                                                       | Oskarshamn Publik: 1 082 Domare: Andreas Johansson (Jönköping) | Oskarshamn Publik: 1 082 Domare: Andreas Johansson (Jönköping) |
| 18:30 UTC+2 | 18:30 UTC+2     |                           |                 |                                                       | Oskarshamn Publik: 1 082 Domare: Andreas Johansson (Jönköping) | Oskarshamn Publik: 1 082 Domare: Andreas Johansson (Jönköping) |

| 20          | 23 augusti 2017 | Hittarps IK | 0 – 3           | Varbergs BoIS                                     | Laröds IP                                                  |                                                            |
| 18:30 UTC+2 | 18:30 UTC+2     |             | (0 – 1) Rapport | 16′, 50′ Joel Palmquist 55′ Christoffer Arvidsson | Helsingborg Publik: 211 Domare: Haris Memisevic (Göteborg) | Helsingborg Publik: 211 Domare: Haris Memisevic (Göteborg) |
| 18:30 UTC+2 | 18:30 UTC+2     |             |                 |                                                   | Helsingborg Publik: 211 Domare: Haris Memisevic (Göteborg) | Helsingborg Publik: 211 Domare: Haris Memisevic (Göteborg) |
| 18:30 UTC+2 | 18:30 UTC+2     |             |                 |                                                   | Helsingborg Publik: 211 Domare: Haris Memisevic (Göteborg) | Helsingborg Publik: 211 Domare: Haris Memisevic (Göteborg) |

| 21          | 23 augusti 2017 | Lunds BK | 0 – 2           | Norrby IF                  | Klostergårdens IP                             |                                               |
| 18:30 UTC+2 | 18:30 UTC+2     |          | (0 – 0) Rapport | 53′, 86′ (str.) Adam Ståhl | Lund Publik: 133 Domare: Per Melin (Kävlinge) | Lund Publik: 133 Domare: Per Melin (Kävlinge) |
| 18:30 UTC+2 | 18:30 UTC+2     |          |                 |                            | Lund Publik: 133 Domare: Per Melin (Kävlinge) | Lund Publik: 133 Domare: Per Melin (Kävlinge) |
| 18:30 UTC+2 | 18:30 UTC+2     |          |                 |                            | Lund Publik: 133 Domare: Per Melin (Kävlinge) | Lund Publik: 133 Domare: Per Melin (Kävlinge) |

| 22          | 23 augusti 2017 | Landskrona BoIS                                 | 0000 3 – 4 (e.fl.) | IF Elfsborg                                                   | Landskrona IP                                           |                                                         |
| 18:30 UTC+2 | 18:30 UTC+2     | Thierry Zahui 18′ Sadat Karim 36′ Adi Nalic 60′ | (2 – 1) Rapport    | 6′ Jesper Karlsson 68′, 116′ Emir Bajrami 81′ Simon Lundevall | Landskrona Publik: 1 598 Domare: Kaspar Sjöberg (Malmö) | Landskrona Publik: 1 598 Domare: Kaspar Sjöberg (Malmö) |
| 18:30 UTC+2 | 18:30 UTC+2     |                                                 |                    |                                                               | Landskrona Publik: 1 598 Domare: Kaspar Sjöberg (Malmö) | Landskrona Publik: 1 598 Domare: Kaspar Sjöberg (Malmö) |
| 18:30 UTC+2 | 18:30 UTC+2     |                                                 |                    |                                                               | Landskrona Publik: 1 598 Domare: Kaspar Sjöberg (Malmö) | Landskrona Publik: 1 598 Domare: Kaspar Sjöberg (Malmö) |

| 23          | 23 augusti 2017 | Husqvarna FF                           | 0000 2 – 5 (e.fl.) | Östers IF                                                                                         | Vapenvallen                                             |                                                         |
| 18:30 UTC+2 | 18:30 UTC+2     | Edin Hamidovic 2′ Philip Bernholtz 68′ | (1 – 1) Rapport    | 24′ Admir Bajrovic 86′ Fritiof Björkén 93′ Dragan Kapcevic 100′ Mario Vasilj 118′ Sebastian Crona | Huskvarna Publik: 467 Domare: Joakim Östling (Göteborg) | Huskvarna Publik: 467 Domare: Joakim Östling (Göteborg) |
| 18:30 UTC+2 | 18:30 UTC+2     |                                        |                    |                                                                                                   | Huskvarna Publik: 467 Domare: Joakim Östling (Göteborg) | Huskvarna Publik: 467 Domare: Joakim Östling (Göteborg) |
| 18:30 UTC+2 | 18:30 UTC+2     |                                        |                    |                                                                                                   | Huskvarna Publik: 467 Domare: Joakim Östling (Göteborg) | Huskvarna Publik: 467 Domare: Joakim Östling (Göteborg) |

| 24          | 23 augusti 2017 | Utsiktens BK               | 0000 2 – 3 (e.fl.) | Jönköpings Södra                        | Ruddalen IP                                             |                                                         |
| 18:30 UTC+2 | 18:30 UTC+2     | Jesper Westermark 25′, 71′ | (1 – 0) Rapport    | 56′ (str.), 86′, 116′ Árni Vilhjálmsson | Göteborg Publik: 200 Domare: Magnus Lindgren (Göteborg) | Göteborg Publik: 200 Domare: Magnus Lindgren (Göteborg) |
| 18:30 UTC+2 | 18:30 UTC+2     |                            |                    |                                         | Göteborg Publik: 200 Domare: Magnus Lindgren (Göteborg) | Göteborg Publik: 200 Domare: Magnus Lindgren (Göteborg) |
| 18:30 UTC+2 | 18:30 UTC+2     |                            |                    |                                         | Göteborg Publik: 200 Domare: Magnus Lindgren (Göteborg) | Göteborg Publik: 200 Domare: Magnus Lindgren (Göteborg) |

| 25          | 23 augusti 2017 | FC Trollhättan         | 1 – 4           | Malmö FF                                                                              | Edsborgs IP                                                   |                                                               |
| 18:30 UTC+2 | 18:30 UTC+2     | Charles Ikenna Kean 3′ | (1 – 2) Rapport | 22′ Alexander Jeremejeff 43′ Franz Brorsson 86′ (str.) Jo Inge Berget 90′ Erdal Rakip | Trollhättan Publik: 3 200 Domare: Granit Maqedonci (Göteborg) | Trollhättan Publik: 3 200 Domare: Granit Maqedonci (Göteborg) |
| 18:30 UTC+2 | 18:30 UTC+2     |                        |                 |                                                                                       | Trollhättan Publik: 3 200 Domare: Granit Maqedonci (Göteborg) | Trollhättan Publik: 3 200 Domare: Granit Maqedonci (Göteborg) |
| 18:30 UTC+2 | 18:30 UTC+2     |                        |                 |                                                                                       | Trollhättan Publik: 3 200 Domare: Granit Maqedonci (Göteborg) | Trollhättan Publik: 3 200 Domare: Granit Maqedonci (Göteborg) |

| 26          | 24 augusti 2017 | Assyriska IF | 0 – 1           | Trelleborgs FF    | Mamre IP                                                    |                                                             |
| 17:30 UTC+2 | 17:30 UTC+2     |              | (0 – 0) Rapport | 78′ Albin Nilsson | Norrköping Publik: 540 Domare: Mohammed Al-Hakim (Västerås) | Norrköping Publik: 540 Domare: Mohammed Al-Hakim (Västerås) |
| 17:30 UTC+2 | 17:30 UTC+2     |              |                 |                   | Norrköping Publik: 540 Domare: Mohammed Al-Hakim (Västerås) | Norrköping Publik: 540 Domare: Mohammed Al-Hakim (Västerås) |
| 17:30 UTC+2 | 17:30 UTC+2     |              |                 |                   | Norrköping Publik: 540 Domare: Mohammed Al-Hakim (Västerås) | Norrköping Publik: 540 Domare: Mohammed Al-Hakim (Västerås) |

| 27          | 24 augusti 2017 | Enskede IK           | 0000 1 – 2 (e.fl.) | Gefle IF                                     | Enskede IP                                              |                                                         |
| 18:30 UTC+2 | 18:30 UTC+2     | Joakim Alriksson 35′ | (1 – 0) Rapport    | 85′ Bajram Ajeti 115′ (str.) Piotr Johansson | Stockholm Publik: 305 Domare: Jesper Ekwall (Stockholm) | Stockholm Publik: 305 Domare: Jesper Ekwall (Stockholm) |
| 18:30 UTC+2 | 18:30 UTC+2     |                      |                    |                                              | Stockholm Publik: 305 Domare: Jesper Ekwall (Stockholm) | Stockholm Publik: 305 Domare: Jesper Ekwall (Stockholm) |
| 18:30 UTC+2 | 18:30 UTC+2     |                      |                    |                                              | Stockholm Publik: 305 Domare: Jesper Ekwall (Stockholm) | Stockholm Publik: 305 Domare: Jesper Ekwall (Stockholm) |

| 28          | 24 augusti 2017 | Karlstad BK   | 1 – 2           | Örebro SK                             | Tingvalla IP                                        |                                                     |
| 18:30 UTC+2 | 18:30 UTC+2     | Ako Ahmadi 5′ | (1 – 2) Rapport | 29′ Filip Rogic 39′ Brendan Hines-Ike | Karlstad Publik: 903 Domare: Jim Petersson (Motala) | Karlstad Publik: 903 Domare: Jim Petersson (Motala) |
| 18:30 UTC+2 | 18:30 UTC+2     |               |                 |                                       | Karlstad Publik: 903 Domare: Jim Petersson (Motala) | Karlstad Publik: 903 Domare: Jim Petersson (Motala) |
| 18:30 UTC+2 | 18:30 UTC+2     |               |                 |                                       | Karlstad Publik: 903 Domare: Jim Petersson (Motala) | Karlstad Publik: 903 Domare: Jim Petersson (Motala) |

| 29          | 24 augusti 2017 | Skövde AIK | 0 – 1           | Gais               | Södermalms IP                                            |                                                          |
| 18:30 UTC+2 | 18:30 UTC+2     |            | (0 – 0) Rapport | 73′ James Sinclair | Skövde Publik: 525 Domare: Alexander Pavlovic (Göteborg) | Skövde Publik: 525 Domare: Alexander Pavlovic (Göteborg) |
| 18:30 UTC+2 | 18:30 UTC+2     |            |                 |                    | Skövde Publik: 525 Domare: Alexander Pavlovic (Göteborg) | Skövde Publik: 525 Domare: Alexander Pavlovic (Göteborg) |
| 18:30 UTC+2 | 18:30 UTC+2     |            |                 |                    | Skövde Publik: 525 Domare: Alexander Pavlovic (Göteborg) | Skövde Publik: 525 Domare: Alexander Pavlovic (Göteborg) |

| 30          | 24 augusti 2017 | Nybro IF            | 1 – 5           | Kalmar FF                                                            | Victoriavallen                                           |                                                          |
| 18:30 UTC+2 | 18:30 UTC+2     | Jonas Sturesson 60′ | (0 – 3) Rapport | 15′ (sjm.) Armin Mujkic 28′, 70′ Adrian Edqvist 43′, 64′ Mahmoud Eid | Nybro Publik: 2 426 Domare: Fredrik Klitte (Helsingborg) | Nybro Publik: 2 426 Domare: Fredrik Klitte (Helsingborg) |
| 18:30 UTC+2 | 18:30 UTC+2     |                     |                 |                                                                      | Nybro Publik: 2 426 Domare: Fredrik Klitte (Helsingborg) | Nybro Publik: 2 426 Domare: Fredrik Klitte (Helsingborg) |
| 18:30 UTC+2 | 18:30 UTC+2     |                     |                 |                                                                      | Nybro Publik: 2 426 Domare: Fredrik Klitte (Helsingborg) | Nybro Publik: 2 426 Domare: Fredrik Klitte (Helsingborg) |

| 31          | 24 augusti 2017 | IK Oddevold                                       | 2 – 1           | Falkenbergs FF     | Rimnersvallen                                        |                                                      |
| 18:30 UTC+2 | 18:30 UTC+2     | Tobias Mikaelsson 18′ Sonny Karlsson 90+5′ (str.) | (1 – 1) Rapport | 16′ Dominic Chatto | Uddevalla Publik: 251 Domare: Nermin Cisic (Värnamo) | Uddevalla Publik: 251 Domare: Nermin Cisic (Värnamo) |
| 18:30 UTC+2 | 18:30 UTC+2     |                                                   |                 |                    | Uddevalla Publik: 251 Domare: Nermin Cisic (Värnamo) | Uddevalla Publik: 251 Domare: Nermin Cisic (Värnamo) |
| 18:30 UTC+2 | 18:30 UTC+2     |                                                   |                 |                    | Uddevalla Publik: 251 Domare: Nermin Cisic (Värnamo) | Uddevalla Publik: 251 Domare: Nermin Cisic (Värnamo) |

| 32          | 10 oktober 2017 | Härnösands FF | 0 – 2           | Östersunds FK                           | Högslättens IP                                                 |                                                                |
| 18:00 UTC+2 | 18:00 UTC+2     |               | (0 – 0) Rapport | 53′ Johan Bertilsson 75′ Curtis Edwards | Härnösand Publik: 1 466 Domare: Niklas Abrahamsson (Sollefteå) | Härnösand Publik: 1 466 Domare: Niklas Abrahamsson (Sollefteå) |
| 18:00 UTC+2 | 18:00 UTC+2     |               |                 |                                         | Härnösand Publik: 1 466 Domare: Niklas Abrahamsson (Sollefteå) | Härnösand Publik: 1 466 Domare: Niklas Abrahamsson (Sollefteå) |
| 18:00 UTC+2 | 18:00 UTC+2     |               |                 |                                         | Härnösand Publik: 1 466 Domare: Niklas Abrahamsson (Sollefteå) | Härnösand Publik: 1 466 Domare: Niklas Abrahamsson (Sollefteå) |